# Val-des-Prés
 Val-des-Prés  es una comuna y población de Francia, en la región de Provenza-Alpes-Costa Azul, departamento de Altos Alpes, en el distrito de Briançon y cantón de Briançon Norte. Está integrada en la Communauté de communes du Briançonnais .

## Demografía
| 239 | 217 | 276 | 390 | 479 | 450 |
| Para los censos de 1962 a 1999 la población legal corresponde a la población sin duplicidades (Fuente: INSEE [Consultar]) |     |     |     |     |     |